# Superclásico de las Américas
Il Superclásico de las Américas, noto anche come Copa Doctor Nicolás Leoz, è stata una competizione calcistica amichevole svoltasi annualmente tra il 2011 e il 2014 (fatta eccezione per il 2013) e, di nuovo, tra il 2017 e il 2019, che vedeva affrontarsi le nazionali maggiori di Argentina e Brasile.
Organizzato dalla AFA e dalla CBF con l'avallo della CONMEBOL, il Superclásico de las Américas si è svolto nel 2011 e nel 2012 con partite di andata e ritorno e dal 2014 al 2019 in gara unica su campo neutro.
L'ultima nazionale vincitrice del Superclásico de las Américas è stata l'Argentina, che il 15 novembre 2019 ha sconfitto per 1-0 il Brasile a Riad (Arabia Saudita); i verdeoro detengono però il record per il maggior numero di successi nella competizione (4).

## Storia
Il 28 giugno 2011 si tenne a Buenos Aires la serata di sorteggio dei gironi della Coppa Sudamericana di quell'anno, e nell'occasione le federazioni calcistiche argentina e brasiliana annunciarono l'istituzione di una competizione annuale tra le loro selezioni maggiori maschili con l'intesa di disputare un minimo di 8 edizioni di tale confronto; la CONMEBOL diede il suo avallo alla competizione che, tuttavia, dato il suo carattere amichevole, non richiedeva l'obbligo di concessione dei giocatori da parte dei club e fu limitata solamente a quelli che giocavano nei principali campionati domestici.
Dopo due edizioni in gara doppia di andata e ritorno, nel 2013 il torneo non si tenne su richiesta del C.T. brasiliano Felipe Scolari al fine di evitare che ciò inficiasse la preparazione per la Confederations Cup.
Dal 2014 il Superclásico è un appuntamento FIFA, quindi i club sono tenuti a liberare i propri giocatori per disputare tale incontro, non più ristretto solo ai giocatori che militano in patria; parimenti fu anche abbandonata la formula di doppia gara per passare a gara unica, non più necessariamente in casa di una delle contendenti: infatti tale edizione di torneo fu disputata a Pechino, in Cina e, da allora, fu esportata in varie altre sedi: nel 2017 in Australia a Melbourne e nel 2018 e 2019 in Arabia Saudita, rispettivamente a Gedda e Riad.

## Risultati
| Edizione | Data              | Città        | Vincitore |
| -------- | ----------------- | ------------ | --------- |
| 2011     | 14 settembre 2011 | Córdoba      | Brasile   |
| 2011     | 28 settembre 2011 | Belém        | Brasile   |
| 2012     | 19 settembre 2012 | Goiânia      | Brasile   |
| 2012     | 21 novembre 2012  | Buenos Aires | Brasile   |
| 2014     | 11 ottobre 2014   | Pechino      | Brasile   |
| 2017     | 8 giugno 2017     | Melbourne    | Argentina |
| 2018     | 16 ottobre 2018   | Gedda        | Brasile   |
| 2019     | 15 novembre 2019  | Riad         | Argentina |